# High Amana (Iowa)
High Amana es un lugar designado por el censo ubicado en el condado de Iowa en el estado estadounidense de Iowa. En el Censo de 2010 tenía una población de 115 habitantes y una densidad poblacional de 115,33 personas por km².

## Geografía
High Amana se encuentra ubicado en las coordenadas 41°48′4″N 91°56′31″O / 41.80111, -91.94194. Según la Oficina del Censo de los Estados Unidos, High Amana tiene una superficie total de 1 km², de la cual 1 km² corresponden a tierra firme y (0%) 0 km² es agua.

## Demografía
Según el censo de 2010, había 115 personas residiendo en High Amana. La densidad de población era de 115,33 hab./km². De los 115 habitantes, High Amana estaba compuesto por el 98.26% blancos, el 0% eran afroamericanos, el 0% eran amerindios, el 0% eran asiáticos, el 0% eran isleños del Pacífico, el 0% eran de otras razas y el 1.74% pertenecían a dos o más razas. Del total de la población el 0% eran hispanos o latinos de cualquier raza.